# Provvedimento disciplinare
Il provvedimento disciplinare è una sanzione intrapresa nei confronti di lavoratori o studenti che non rispettano le regole aziendali o istituzionali, come ad esempio assenze ingiustificate, diffamazione, offesa, furto o altre violazioni. Il codice civile prevede nella condotta: fedeltà, obbedienza e diligenza. 

## Sul lavoro
I provvedimenti disciplinari sul lavoro, regolamentati da normative specifiche come lo Statuto dei Lavoratori (Articolo 7) e dai contratti collettivi nazionali di lavoro (CCNL), prevedono diverse tipologie di sanzioni. Tali provvedimenti variano generalmente in base alla gravità dell'infrazione commessa e alle sue conseguenze, spaziando da richiami meno severi fino a misure estreme come il licenziamento. Il datore di lavoro è tenuto a valutare la gravità dell'infrazione commessa, prima di infliggere eventuali sanzioni.
I provvedimenti che un datore di lavoro può prendere nei confronti di un proprio dipendente sono i seguenti:
- rimprovero verbale;
- rimprovero scritto con ammonizione;
- multa di importo massimo pari alla retribuzione percepita 4 ore lavorative;
- sospensione cautelare dal lavoro fino a un massimo di 10 giorni e (contestualmente) dello stipendio;
- licenziamento per giustificato motivo soggettivo (con diritto di preavviso e indennità);
- licenziamento per giusta causa (senza preavviso e senza indennità).

## A scuola
Gli studenti che non rispettano le regole di mantenere gli impegni di frequenza delle lezioni o studio, mantenere rispetto nei confronti del personale scolastico (specie il pubblico ufficiale) e dei compagni, rispetto di pensieri o religioni altrui, od utilizzo appropriato dei materiali didattici, possono incorrere in sanzioni temporanee, ma che possono comportare l'esclusione dai progetti scolastici o la bocciatura.